# Shetlandski otoki
Shetlandski otoki, imenovan tudi samo Shetland, so otočje na Škotskem, ki leži med Orkneyjskimi otoki, Ferskimi otoki in Norveško. So najsevernejša regija Združenega kraljestva Velike Britanije in Severne Irske.
Otoki ležijo približno 80 km severovzhodno od Orkneyja, 170 km od celinske Škotske in 220 km zahodno od Norveške. Tvorijo del meje med Atlantskim oceanom na zahodu in Severnim morjem na vzhodu. Njihova skupna površina je 1466 km², prebivalstvo pa je leta 2019 znašalo 22.920. Otoki sestavljajo Shetlandsko volilno enoto škotskega parlamenta. Lokalna oblast, Svet Shetlandskih otokov, je eno od 32 območij sveta na Škotskem. Upravno središče otokov, največje naselje in edino mesto je Lerwick, ki je glavno mesto Shetlanda od leta 1708, pred tem pa je bilo glavno mesto Scalloway.
Otočje ima oceansko podnebje, kompleksno geologijo, razgibano obalo in veliko nizkih gričev. Največji otok, znan kot Mainland, ima površino 967 km² in je peti največji otok na Britanskem otočju. Je eden od 16 naseljenih otokov v Shetlandu.
Ljudje so na Shetlandih živeli že od mezolitika. Znano je, da so bili Pikti prvotni prebivalci otokov pred nordijsko osvojitvijo in kasnejšo kolonizacijo v zgodnjem srednjem veku. Med 10. in 15. stoletjem so bili otoki del Kraljevine Norveške, dokler niso bili priključeni Kraljevini Škotski zaradi kraljevega spora, ki je vključeval plačilo dote. Leta 1707, ko sta se Škotska in Anglija združili v Kraljevino Veliko Britanijo, se je trgovina med Shetlandom in celinsko Severno Evropo zmanjšala. Odkritje nafte v Severnem morju v 1970-ih je znatno povečalo gospodarstvo Shetlanda, zaposlovanje in prihodke javnega sektorja. Ribolov je bil vedno pomemben del otoškega gospodarstva.
Lokalni način življenja odraža nordijsko dediščino otokov, vključno z ognjenimi festivali Up Helly Aa in močno glasbeno tradicijo, zlasti tradicionalnim slogom igranja na goslih. Skoraj vsa imena krajev na otokih so nordijskega izvora. Otoki so dali različne proze in pesnike, ki so pogosto pisali v značilnem shetlandskem narečju. Številna območja na otokih so bila rezervirana za zaščito lokalne favne in flore, vključno s številnimi pomembnimi gnezdišči morskih ptic. Shetlandski poni in shetlandski ovčar sta dve dobro znani pasmi shetlandskih živali. Druge živali z lokalnimi pasmami so shetlandska ovca, krava, gos in raca. Shetlandski prašič ali grice je izumrl približno leta 1930.
Geslo otokov, ki se pojavi na grbu Sveta, je Með lögum skal land byggja ('Po zakonu naj bo dežela zgrajena'). Besedna zveza je staronordijskega izvora in je omenjena v Njálsovi sagi in je bila verjetno izposojena iz provincialnih norveških zakonov, kot je zakon Frostathing.

## Etimologija
Ime Shetland morda izhaja iz staronordijskih besed hjalt ('ročaj') in land ('dežela'). Druga možnost je, da je prvi zlog izpeljan iz imena starodavnega keltskega plemena.
Leta 43 n. št. se je rimski avtor Pomponij Mela v svojem pisanju skliceval na sedem otokov, ki jih je imenoval Haemodae. Leta 77 n. št. je Plinij Starejši te iste otoke imenoval Acmodae. Učenjaki so sklepali, da se obe sklicevanji nanašata na otoke v skupini Shetland. Druga možna zgodnja pisna omemba otokov je Tacitovo poročilo v knjigi Agricola leta 98. Potem ko je opisal rimsko odkritje in osvojitev Orkneyjev, je dodal, da je rimska flota videla 'tudi Thule'. V zgodnji irski literaturi se Shetland omenja kot Insi Catt - 'Otoki Cat' (kar pomeni otok, na katerem živi pleme Cat). To je bilo morda prednordijsko ime za otoke. Cat je bilo ime ljudstva Pictish, ki je zasedlo dele severne škotske celine (glej Kraljestvo Cat); njihovo ime je ohranjeno v imenih grofije Caithness in v škotskem gelskem imenu za Sutherland, Cataibh, kar pomeni 'med Cati'.
Najstarejša znana različica sodobnega imena Shetland je 'Hetland; to lahko predstavlja Catland, germanski jezik, ki mehča C- v H- v skladu z Grimmovim zakonom. Pojavlja se v pismu Haralda, grofa Orkneyja, Shetlanda in Caithnessa, pribl. 1190. Do leta 1431 so se otoki po različnih vmesnih preobrazbah imenovali Hetland. Možno je, da je k temu nordijskemu imenu prispeval piktski zvok 'cat'. V 16. stoletju se je Shetland imenoval Hjaltland.[15][16] [Opomba 3]
Postopoma je skandinavski nornski jezik, ki so ga prej govorili prebivalci otokov, nadomestilo šetlandsko narečje škotščine in Hjaltland je postal Ȝetland. Začetna črka je srednješkotska črka, yogh, katere izgovorjava je skoraj enaka izvirnemu glasu Norn, /hj/. Ko je bila črka yogh opuščena, jo je pogosto nadomestila podobna črka z (ki je bila takrat običajno prevedena z zavihanim repom: ⟨ʒ⟩), torej Zetland, oblika, uporabljena v imenu pred -1975 okrožni svet. To je vir poštne številke ZE, ki se uporablja za Shetland.
Večina posameznih otokov ima nordijska imena, čeprav so izpeljanke nekaterih nejasne in lahko predstavljajo prednordijska, piktska ali celo predkeltska imena ali elemente.

## Geografija in geologija
Shetlandi so približno 170 km severno od Velike Britanije in 230 km zahodno od Bergna na Norveškem. Pokrivajo površino 1468 km² in imajo obalo dolgo 2702 km.
Lerwick, glavno mesto in največje naselje, ima 6958 prebivalcev in približno polovica celotnega prebivalstva otočja, ki šteje 22.920 ljudi, živi znotraj 16 km od mesta.
Scalloway na zahodni obali, ki je bil glavno mesto do leta 1708, ima manj kot 1000 prebivalcev.
Le 16 od približno 100 otokov je naseljenih. Glavni otok skupine je znan kot Mainland. Naslednji največji so Yell, Unst in Fetlar, ki ležijo na severu, ter Bressay in Whalsay, ki ležita na vzhodu. Vzhodna in Zahodna Burra, Muckle Roe, Papa Stour, Trondra in Vaila so manjši otoki zahodno od Mainlanda. Drugi naseljeni otoki so Foula 28 km zahodno od Wallsa, Fair Isle 38 km jugozahodno od Sumburgh Heada in Out Skerries na vzhodu.
Nenaseljeni otoki so Mousa, znan po Brohu iz Mouse, najboljšem ohranjenem primeru železnodobnega broha; Noss vzhodno od Bressaya, ki je od leta 1955 nacionalni naravni rezervat; Otok St Ninian, povezan s Mainlandom z največjim aktivnim tombolom v Združenem kraljestvu; in Out Stack, najsevernejša točka Britanskega otočja. Lokacija Shetlandov pomeni, da ponuja številne takšne zapise: Muness je najbolj severni grad v Združenem kraljestvu in Skaw najbolj severno naselje.
Geologija Shetlandov je kompleksna, s številnimi prelomi in gubami. Ti otoki so severna predstraža kaledonske orogeneze in tam so izdanki metamorfnih kamnin iz lewisijskega, dalradijskega in moinskega obdobja s podobno zgodovino kot njihovi ekvivalenti na škotski celini. Obstajajo tudi nahajališča starega rdečega peščenjaka in vdori granita. Najbolj značilna značilnost je ofiolit v Unstu in Fetlarju, ki je ostanek dna Japetovega oceana, sestavljen iz ultrabazičnega peridotita in gabra.
Velik del gospodarstva Shetlandov je odvisen od naftonosnih usedlin v okoliških morjih. Geološki dokazi kažejo, da je okoli leta 6100 pr. n. št. cunami, ki ga je povzročil Storegga Slide, prizadel Shetlande in zahodno obalo Norveške in morda ustvaril do 25 m visok val v predelih, kjer živi sodobno prebivalstvo.
Najvišja točka Shetlandov je hrib Ronas na 450 m. Pleistocenske poledenitve so v celoti prekrile otoke. V tem obdobju se je Stanes of Stofast, 2000-tonski ledeniški balvan, ustavil na vidnem vrhu hriba v Lunnastingu.
Shetlandi imajo nacionalno slikovito območje, ki nenavadno vključuje številne ločene lokacije: Fair Isle, Foula, jugozahodno kopno (vključno z otoki Scalloway), Muckle Roe, Esha Ness, Fethaland in Herma Ness. Celotna površina, ki jo pokriva označba, je 41.833 ha, od tega je 26.347 ha morja (tj. pod oseko).
Oktobra 2018 je na Škotskem začela veljati zakonodaja, ki javnim organom preprečuje, da bi brez utemeljenega razloga prikazali Shetlande v ločenem polju na zemljevidih, kot je bila pogosto praksa. Zakonodaja zahteva, da so otoki »prikazani na način, ki natančno in sorazmerno predstavlja njihovo geografsko lokacijo glede na preostalo Škotsko«, tako da je jasno razvidna dejanska oddaljenost otokov od drugih območij.

### Podnebje
Shetlandi imajo oceansko zmerno morsko podnebje (Köppen: Cfb), ki meji na subpolarno podnebje, vendar zelo malo nad povprečjem poletnih temperatur, z dolgimi, a hladnimi zimami in kratkimi toplimi poletji. Podnebje je vse leto zmerno zaradi vpliva okoliških morij, s povprečnimi nizkimi nočnimi temperaturami januarja in februarja nekaj nad 1 °C in povprečnimi visokimi dnevnimi temperaturami blizu 14 °C  julija in avgusta. Najvišja zabeležena temperatura je bila 27,8 °C 6. avgusta 1910 na Sumburgh Headu, najnižja pa −8,9 °C januarja 1952 in 1959. Obdobje brez zmrzali lahko traja le tri mesece. V nasprotju s tem se na celinskih območjih bližnje Skandinavije na podobnih zemljepisnih širinah med poletjem in zimo pojavljajo bistveno večje temperaturne razlike, pri čemer so povprečne najvišje vrednosti običajnih julijskih dni primerljive z Lerwickovim rekordom vročine vseh časov, ki je okoli 23 °C, nadalje ki prikazuje blažilni učinek Atlantskega oceana. Nasprotno pa so zime precej milejše od tistih, ki se pričakujejo v bližnjih celinskih območjih, celo primerljive z zimskimi temperaturami v mnogih delih Anglije in Walesa precej južneje.
Splošni značaj podnebja je vetrovno in oblačno z vsaj 2 mm dežja več kot 250 dni na leto. Povprečna letna količina padavin je 1003 mm, pri čemer sta november in december najbolj vlažna meseca. Sneženje je običajno omejeno na obdobje od novembra do februarja in sneg le redko leži na tleh dlje kot en dan. Od aprila do avgusta pade manj dežja, čeprav v nobenem mesecu ne pade manj kot 50 mm. Megla je poleti pogosta zaradi hladilnega učinka morja na blage južne tokove zraka.
Zaradi zemljepisne širine otokov je v jasnih zimskih nočeh na nebu včasih mogoče videti severni sij, medtem ko je poleti skoraj ves čas dnevna svetloba, stanje, ki je lokalno znano kot simmer dim. Letno svetlo sonce sije povprečno 1110 ur, oblačni dnevi pa so pogosti.

## Rastlinstvo in živalstvo
Shetlandi imajo tri narodne naravne rezervate, v kolonijah morskih ptic Hermaness in Noss ter v Keen of Hamar za ohranjanje serpentinitne flore. Obstaja še 81 mest posebnega znanstvenega pomena (Site of Special Scientific Interest – SSSI), ki pokrivajo 66 % ali več kopenskih površin otokov Fair Isle, Papa Stour, Fetlar, Noss in Foula. Mainland ima 45 ločenih območij.

### Rastlinstvo
Pokrajino na Shetlandih zaznamuje paša ovc, težke razmere pa so omejile skupno število rastlinskih vrst na približno 400. Domača drevesa, kot sta jerebika in jablana, najdemo le na nekaj izoliranih mestih, kot so pečine in otoki Loch. Prevladujejo arktično-alpske rastline, divje rože, mah in lišaji. Predvsem v zavetnih legah so v izobilju Scilla verna, trpotec Plantago coronopus, škotski sladki koren (Ligusticum scoticum), rožni koren in Silene uniflora. Shetlandsko mišje uho (Cerastium nigrescens) je endemična cvetnica, ki jo najdemo le le tu. Prvič jo je leta 1837 zabeležil botanik Thomas Edmondston. Čeprav so o njej poročali z dveh drugih najdišč v 19. stoletju, trenutno raste samo na dveh serpentinitnih gričih na otoku Unst. Nacionalno redko rastlino Mertensia najdemo na več otokih, zabeležili pa so tudi briofit Thamnobryum alopecurum z britanskega rdečega seznama. Morske alge do: Polysiphonia fibrillosa (Dillwyn) Sprengel in Polysiphonia atlantica Kapraun in J. Norris, Polysiphonia brodiaei (Dillwyn) Sprengel, Polysiphonia elongata (Hudson) Sprengel, Polysiphonia elongella, Harvey. Shetlandski opičji cvet je edinstven za Shetlande in je mutacija Erythranthe (mimulus guttatus), ki so ga na Shetlande prinesli v 19. stoletju.

### Živalstvo
Shetlandi imajo številne kolonije morskih ptic. Ptice, ki jih najdemo na otokih, so atlantski mormon, strakoš, rdečegrli slapnik, strmoglavec in velika govnačka (lokalno imenovana bonxie). Zabeležene so bile tudi številne redkosti, vključno falklandski albatros in snežna gos. En sam par snežnih sov je gnezdil v Fetlarju od 1967 do 1975. Troglodytes troglodytes zetlandicus, Troglodytes troglodytes fridariensis in shetlandski škorec so podvrste, endemične za Shetlande. Obstajajo tudi populacije različnih barjanskih ptic, kot so veliki škurh, priba, kozica in zlata prosenka.
Eden prvih ornitologov, ki je pisal o bogastvu ptičjega sveta na Shetlandih, je bil Edmund Selous (1857–1934) v svoji knjigi The Bird Watcher in the Shetlands (1905). Obširno je pisal o galebih in čigrah, bodičastih govnačkah, črni njorki in mnogih drugih pticah (in tjulnjih) na otokih.
Geografska izolacija in nedavna ledeniška zgodovina Shetlandov sta povzročili osiromašeno favno sesalcev, rjava podgana in hišna miš pa sta dve od samo treh vrst glodavcev, ki so prisotni na otokih. Shetlandska miš je tretja in četrta endemična podvrsta otočja, od katere obstajajo tri različice v Yellu, Fouli in Fair Isleu. So različice Apodemus sylvaticus in arheološki dokazi kažejo, da je bila ta vrsta prisotna v srednji železni dobi (okoli 200 pr. n. št. do 400 n. št.). Možno je, da je bil Apodemus prinesen z Orkneyjev, kjer je populacija obstajala vsaj od bronaste dobe.

### Udomačene živali
Obstaja vrsta avtohtonih pasem, med katerimi je verjetno najbolj znan majhen šetlandski poni, ki je pomemben del shetlandske kmečke tradicije. Prvi pisni zapis o poniju je bil leta 1603 v sodnih knjigah Shetlandov in je zaradi svoje velikosti najmočnejši od vseh pasem konj. Drugi so šetlandski ovčar ali Sheltie, ogroženo šetlandsko govedo in šetlandska gos ter šetlandska ovca, ki naj bi izvirala pred letom 1000 našega štetja. Grice je bila pasma napol udomačenih prašičev, ki je imela navado napadati jagnjeta. Izumrla je nekje med sredino 19. stoletja in 1930-imi.

## Prazgodovina
Zaradi prakse gradnje iz kamna na skoraj brezlesnih otokih, ki sega vsaj v zgodnji neolitik, so Shetlandi izjemno bogati s fizičnimi ostanki prazgodovinskih obdobij in tam je več kot 5000 arheoloških najdišč. Najdišče midden v West Voeju na južni obali Mainlanda, datirano v 4320–4030 pr. n. št., je zagotovilo prve dokaze o mezolitskih človeških dejavnostih v Shetlandu. Isto najdišče zagotavlja datume zgodnje neolitske dejavnosti in najdbe v Scord of Brouster v Wallsu so datirane v 3400 pr. n. št. »Shetlandski noži« so kamnita orodja iz tega obdobja, narejena iz felzita iz Northmavina.
Odlomki lončenine, najdeni na pomembnem najdišču Jarlshof, prav tako kažejo, da je bila tam neolitska dejavnost, čeprav je bila glavna naselbina iz bronaste dobe. To vključuje kovačnico, skupino prostorov za mletje in poznejši broh (suhozidna votla struktura). Najdišče je zagotovilo dokaze o bivanju v različnih fazah vse do časov Vikingov. Pete v obliki možicev so slog komornih grobnic, edinstven za Shetland, s posebej velikim primerom v Vementryju.
V železni dobi so bile postavljene številne brohe. Poleg Mouse obstajajo pomembne ruševine v Clickiminu, Culswicku, Old Scatnessu in West Burrafirthu, čeprav sta njihov izvor in namen sporna. Poznejši železnodobni prebivalci severnih otokov so bili verjetno Pikti, čeprav je zgodovinskih zapisov malo. Hunter (2000) v zvezi s piktskim kraljem Brideijem I. v 6. stoletju našega štetja pravi: »Kar zadeva Shetland, Orkney, Skye in Zahodne otoke, njihovi prebivalci, za katere se zdi, da je bila večina Piktov po kulturi in govoru v tem čas, verjetno šteli Bridei za precej oddaljeno prisotnost.« Leta 2011 se je skupno območje The Crucible of Iron Age Shetland (Zenit železnodobnih Shetlandov), vključno z Brochom iz Mouse, Old Scatness in Jarlshofom, pridružilo poskusnemu seznamu območij Unescove svetovne dediščine Združenega kraljestva.

## Zgodovina

### Skandinavska kolonizacija
Širjenje prebivalstva v Skandinaviji je privedlo do pomanjkanja razpoložljivih virov in obdelovalne zemlje ter privedlo do obdobja vikinške ekspanzije, tako da so Norvežani postopoma preusmerili svojo pozornost s plenjenja na invazijo. Shetland je bil koloniziran v poznem 8. in 9. stoletju, usoda obstoječega domorodnega prebivalstva Piktov pa je negotova. Sodobni Shetlandci še vedno ohranjajo nordijsko DNK s številnimi družinskimi drevesi, ki prikazujejo nordijski patronimični sistem (-sson/sin, -dottir/hči). Sodobne študije DNK, kot je Viking Health Study, so zelo napačne, saj zajemajo le majhen del populacije.
Vikingi so nato otoke uporabili kot izhodišče za piratske pohode na Norveško in obale celinske Škotske. Kot odgovor je norveški kralj Harald Hårfagre (Harald Lepolasi) leta 875 priključil Severne otoke (vključno z Orkneyji in Shetlandi). Rognvald Eysteinsson je od Haralda prejel Orkneyje in Shetlande kot grofovstvo kot odškodnino za smrt njegovega sina v bitki na Škotskem in nato predal grofovstvo svojemu bratu Sigurdu Mogočnemu.
Otoki so se v poznem 10. stoletju spreobrnili v krščanstvo. Kralj Olaf I. Tryggvason je med obiskom Orkneyjev poklical velmoža Sigurda Mogočnega in rekel: »Ukažem, da se krstiš ti in vsi tvoji podaniki. Če zavrneš, te bom dal ubiti na mestu in prisežem, da bom opustošil vse otok z ognjem in jeklom«. Ni presenetljivo, da se je Sigurd strinjal in otoki so v hipu postali krščanski. Nenavadno, iz ok. od leta 1100 dalje so bili nordijski velmožje dolžni zvestobo tako Norveški kot škotski kroni s svojimi posestmi kot grofje Caithnessovi.
Leta 1194, ko je bil Harald Maddadsson grof Orkneyski in Shetlandski, je izbruhnil upor proti norveškemu kralju Sverreju Sigurdssonu. Eyjarskeggjar ("Otoški bradači") so odpluli proti Norveški, vendar so bili poraženi v bitki pri Florvågu blizu Bergna. Po zmagi je kralj Sverre postavil Shetlande pod neposredno norveško oblast, kar je trajalo skoraj dve stoletji.

### Povečano zanimanje Škotske
Od sredine 13. stoletja naprej so si škotski monarhi vedno bolj prizadevali prevzeti nadzor nad otoki, ki obdajajo njihova morja. Proces je resno začel Aleksander II., nadaljeval pa ga je njegov naslednik Aleksander III. Ta strategija je sčasoma privedla do invazije Haakona IV. Haakonssona, norveškega kralja, na Škotsko. Njegova flota se je zbrala v Bressay Soundu, preden je odplula proti Škotski. Po zastoju v bitki pri Largsu se je Haakon umaknil na Orkney, kjer je decembra 1263 umrl, na smrtni postelji pa so ga zabavale recitacije sag. Njegova smrt je ustavila kakršno koli nadaljnjo norveško ekspanzijo na Škotskem in po tej nesrečni ekspediciji so bili Hebridi in Man predani Kraljevini Škotski kot rezultat Perthske pogodbe iz leta 1266, čeprav so Škoti priznali nadaljnjo norveško suverenost nad Orkneyji in Shetlandi.

### Prevzem s strani Škotske
V 14. stoletju so Orkneyji in Shetlandi ostali norveška posest, vendar je škotski vpliv naraščal. Jon Haraldsson, ki je bil umorjen v Thursu leta 1231, je bil zadnji v neprekinjeni liniji nordijskih jarlov, nato pa so bili grofi škotski plemiči iz hiš Angus in St Clair. Po smrti Haakona VI. leta 1380 je Norveška sklenila politično unijo z Dansko, po kateri je zanimanje kraljeve hiše za otoke upadlo. Leta 1469 je Kristjan I. v vlogi norveškega kralja obljubil Shetlande kot jamstvo za plačilo dote svoje hčere Margarete, zaročene s Jakobom III. Škotskim. Ker denar ni bil nikoli plačan, je povezava s škotsko krono postala trajna. Leta 1470 je William Sinclair, prvi grof Caithnessov, odstopil svoj naslov Jakobu III., naslednje leto pa je Severne otoke neposredno prevzela škotska krona, dejanje, ki ga je potrdil škotski parlament leta 1472. Kljub temu se je povezava Shetlandov z Norveško izkazala za trajno.
Od zgodnjega 15. stoletja naprej so Shetlandci svoje blago prodajali prek Hanzeatske lige nemških trgovcev. Hansa bi kupovala ladje s soljenimi ribami, volno in maslo ter uvažala sol, tkanine, pivo in drugo blago. V poznem 16. stoletju in začetku 17. stoletja je prevladoval vpliv despota Roberta Stewarta, grofa Orkneyjskega, ki sta mu njegova polsestra Marija, kraljica Škotske, in njegov sin Patrick podelila otoke. Slednji je začel graditi grad Scalloway, vendar je po njegovem zaporu leta 1609 krona ponovno priključila Orkneye in Shetlande do leta 1643, ko ju je Karel I. Angleški podelil Williamu Douglasu, 7. grofu Mortonskemu. Te pravice so imeli Mortonovi do leta 1766, ko jih je prodal James Douglas, 14. grof Mortonski, Laurenceu Dundasu.

### 18. in 19. stoletja
Trgovanje s severnonemškimi mesti je trajalo do akta o uniji leta 1707, ko so visoke dajatve na sol nemškim trgovcem preprečile trgovanje s Shetlandi. Shetlandi so nato zašli v gospodarsko depresijo, saj lokalni trgovci niso bili tako vešči trgovanja s soljeno ribo. Vendar so nekateri lokalni trgovci nadaljevali tam, kjer so nemški trgovci končali in opremili svoje ladje za izvoz rib iz Shetlandov na celino. Za neodvisne kmete Shetlandov je to imelo negativne posledice, saj so morali zdaj loviti te trgovce.
Črne koze so otoke prizadele v 17. in 18. stoletju (kot vso Evropo), a ko so po letu 1800 na voljo cepiva (Smallpox vaccine), se je zdravje izboljšalo. Otoke je zelo prizadela krompirjeva lakota leta 1846 in vlada je uvedla načrt pomoči za otoke pod poveljstvom kapitana Roberta Craigieja iz kraljeve mornarice, ki je ostal v Lerwicku, da bi nadziral projekt 1847–1852. V tem obdobju je Craigie naredil tudi veliko za izboljšanje in povečanje cest na otokih.
Prebivalstvo se je povečalo na največ 31.670 leta 1861. Vendar je britanska vladavina imela ceno za številne običajne ljudi in trgovce. Navtične sposobnosti Shetlandcev je zahtevala kraljeva mornarica. Približno 3000 jih je služilo med napoleonskimi vojnami od 1800 do 1815. Samo iz Fetlarja so v tem času odpeljali 120 mož, domov pa se jih je vrnilo le 20. Do poznega 19. stoletja je bilo 90 % vseh Shetlandov v lasti le 32 ljudi, med letoma 1861 in 1881 pa se je izselilo več kot 8000 Shetlandcev. S sprejetjem zakona o krošnjarskih posestvih (Škotska) leta 1886 je liberalni premier William Gladstone osvobodil krošnjarje izpod vladavine veleposestnikov. Zakon je omogočil tistim, ki so bili dejanski podložniki zemljišč, da postanejo lastniki lastnih majhnih kmetij. V tem času so nizozemski ribiči, ki so se tradicionalno vsako leto zbirali ob obali Shetlandov, da bi lovili sled, sprožili industrijo na otokih, ki je cvetela od leta 1880 do 1920-ih, ko so staleži rib začeli usihati. Proizvodnja je dosegla vrhunec leta 1905 z več kot milijonom sodov, od tega je bilo 708.000 izvoženih.
Zakon o lokalni upravi (Škotska) iz leta 1889 je vzpostavil enoten sistem okrožnih svetov na Škotskem in prerazporedil meje številnih škotskih okrožij: Zetlandski okrožni svet, ki je bil ustanovljen leta 1890, je bil ustanovljen v okrožnih stavbah v Lerwicku.

### 20. stoletje
Med prvo svetovno vojno je veliko Shetlandcev služilo v Gordon Highlanders, nadaljnjih 3000 jih je služilo v trgovski mornarici in več kot 1500 v posebni lokalni mornariški rezervi. 10. eskadrilja križark je bila nameščena v Swarbacks Minn (vodni del južno od Muckle Roe) in v enem samem letu od marca 1917 je več kot 4500 ladij izplulo iz Lerwicka kot del sistema konvojev s spremstvom. Skupno so Shetlandi izgubili več kot 500 mož, kar je večji delež kot kateri koli drug del Britanije, v 1920-ih in 1930-ih pa je prišlo do nadaljnjih valov izseljevanja.
Med drugo svetovno vojno je Izvršni organ za posebne operacije jeseni 1940 ustanovil norveško pomorsko enoto z vzdevkom Shetland Bus z bazo najprej v Lunni in kasneje v Scallowayu za izvajanje operacij okoli obale Norveške. Zbranih je bilo približno 30 ribiških ladij, ki so jih uporabljali norveški begunci, Shetland Bus pa je izvajal tajne operacije, ki so prevažale obveščevalne agente, begunce, inštruktorje za odpor in vojaške zaloge. Opravil je več kot 200 potovanj po morju in Leif Larsen, najbolj odlikovan zavezniški mornariški častnik v vojni, jih je opravil 52. V Sullom Voeju je bilo ustanovljenih tudi več letališč in lokacij RAF, več svetilnikov pa je bilo izpostavljenih sovražnim zračnim napadom.
Zaloge nafte, odkrite v poznem 20. stoletju v morjih tako vzhodno kot zahodno od Shetlandov, so zagotovile prepotreben alternativni vir dohodka za otoke. Vzhodni Shetlandski bazen je ena od evropskih naftnih provinc. Zaradi prihodkov od nafte in kulturnih povezav z Norveško se je za kratek čas razvilo majhno gibanje Home Rule, ki je preoblikovalo ustavni položaj Shetlanda. Za vzor je videlo otok Man in shetlandske najbližje sosede, Ferske otoke, ki so bili avtonomno odvisni od Danske.
Leta 1961 je prebivalstvo znašalo 17.814.